# Wachlarz do tańca z ogniem

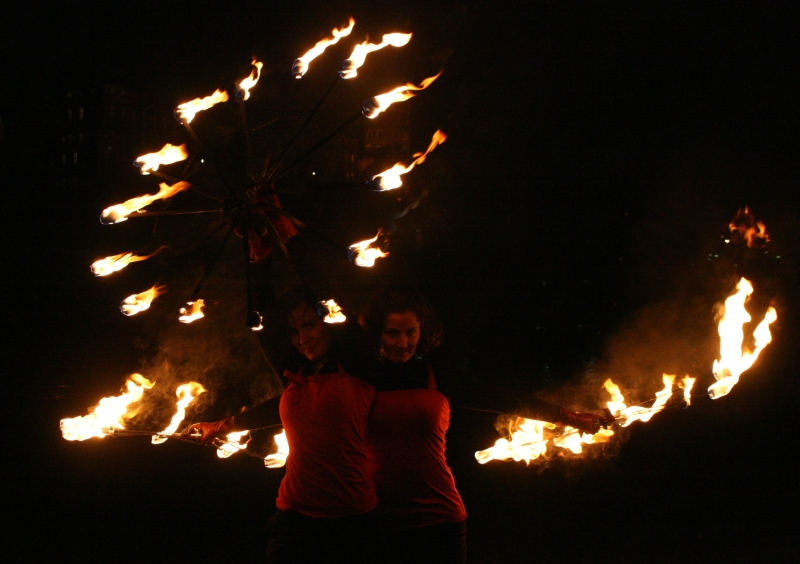
Wachlarze i Krakowski Teatr Ognia SIRRION

Wachlarz (do tańca z ogniem) – rodzaj sprzętu używanego do pokazów fireshow, których jakość (w tym wypadku) opiera się głównie na umiejętnościach tanecznych tancerki / tancerza.
Są to złączone ze sobą pochodnie (na końcu których przymocowany jest nasączony paliwem niepalny materiał – kevlar). Wachlarze różnią się między sobą wymiarami, konstrukcją oraz materiałem z jakiego są wykonane. Zbudowane są najczęściej z aluminiowych płaskowników lub grubych drutów. Liczba pochodni to najczęściej 3, 5, 6 lub 7. Jedne z najbardziej widowiskowych sprzętów, używane głównie przez kobiety.